# نیکولا می‌نالی
نیکولا می‌نالی (ایتالیایی: Nicola Minali؛ زادهٔ ۱۰ نوامبر ۱۹۶۹) دوچرخه‌سوار اهل ایتالیا است.